# Collège Stanislas
Das Collège Stanislas ist eine Privatschule in römisch-katholischer Trägerschaft im 6. Arrondissement in Paris. Die Schule umfasst eine École maternelle, ein Lycée sowie vorbereitende Klassen für die Aufnahmeprüfungen der Grandes Écoles. Der Schulkomplex erstreckt sich über die Rue de Rennes, die Rue Notre-Dame-des-Champs, die Rue du Montparnasse und den Boulevard Montparnasse.

## Geschichte

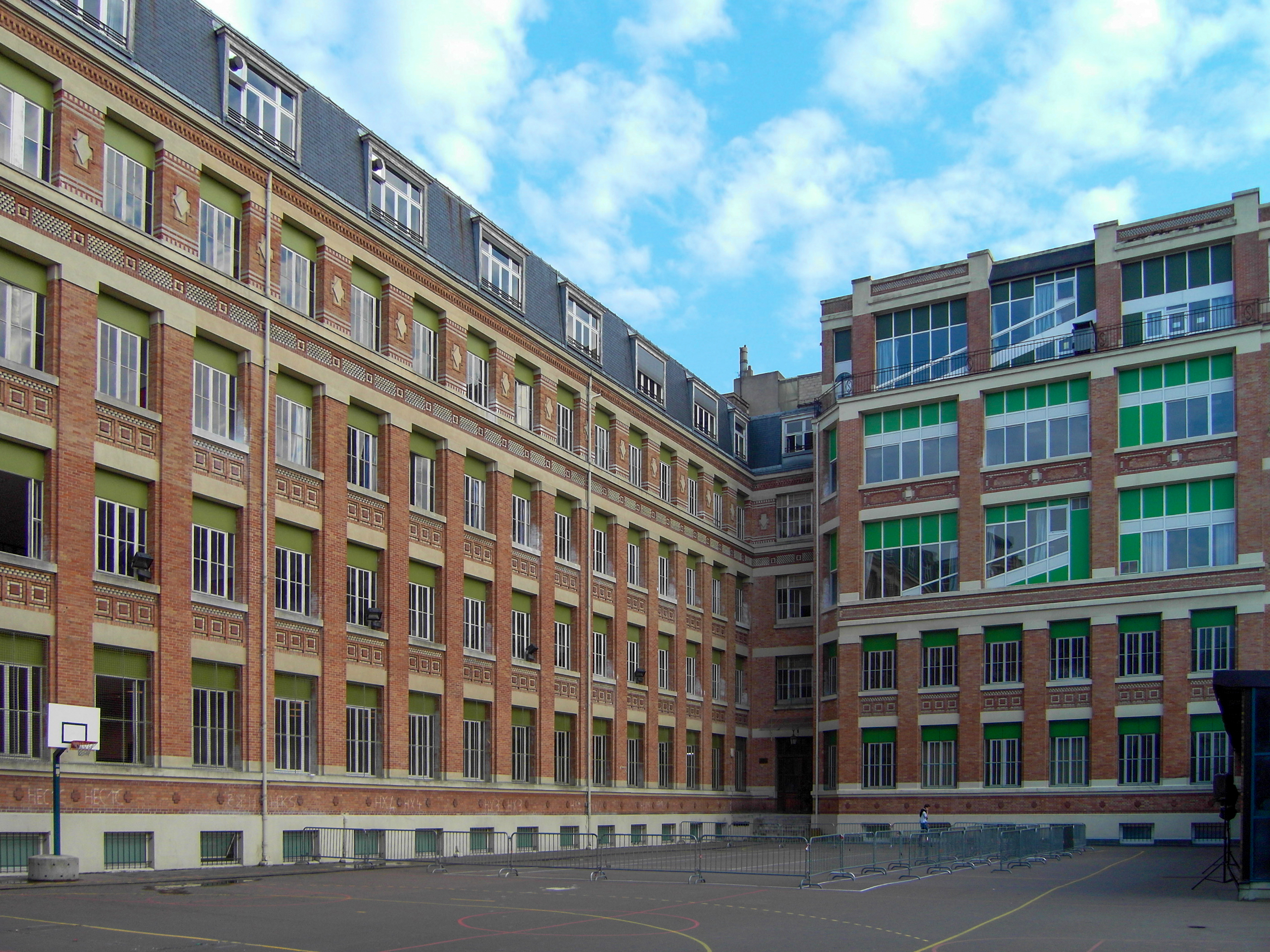
Collège Stanislas

Die Schule wurde am 15. August 1804 von dem katholischen Geistlichen Claude Liautard (1774–1842) unter dem Namen Maison d'éducation de la rue Notre-Dame-des-Champs gegründet. Seit 1822 ist der offizielle Name Collège Stanislas. Sie wurde benannt nach dem polnischen König Stanisław Leszczyński, dem Urgroßvater von Ludwig XVIII., der mit zweitem Vornamen Stanislas hieß. Seit 1847 befindet sich das Institut in der Rue Notre-Dame-des-Champs 22 im 6. Arrondissement. 
Seit 1903 ist die Schule im Besitz einer Société Anonyme, einer Aktiengesellschaft, an der Alumni der Schule beteiligt sind; sie wird weiterhin unter römisch-katholischer Trägerschaft geführt.

## Verschiedenes
Die Schule gilt als sehr konservativ und elitär, und viele französische Politiker und Prominente, z. B. General de Gaulle oder etwa Macrons früherer Bildungsminister Blanquer, haben in der Vergangenheit die Schule besucht.
Als Anfang 2024 bekannt wurde, dass die neue Bildungsministerin Amélie Oudéa-Castéra ihre Kinder nicht auf eine öffentliche Schule, sondern auf das Collège Stanislas schickte, brach ein Sturm der Empörung aus. Etwa zu derselben Zeit sperrte die Stadt Paris alle Subventionen für die Schule, weil ein Report der Generalinspektion Homophobie und eine Pflicht zum Besuch des Kommunionsunterrichts bemängelte.